# Jedleseer Herrschaftshaus

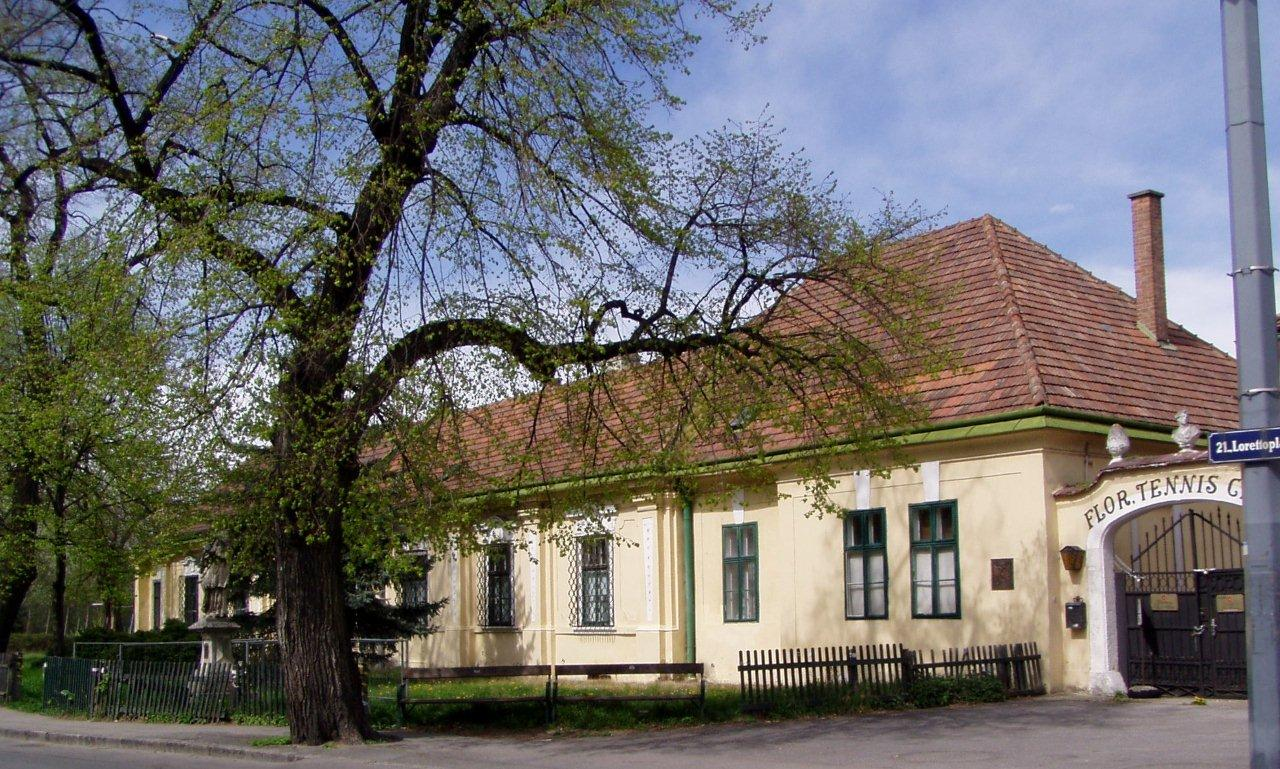
Das Maria Theresien-Schlössl

Das Jedleseer Herrschaftshaus, auch Maria-Theresien-Schlössl, Loretto-Schlössel oder Klosterneuburger Hof, steht im 21. Wiener Gemeindebezirk Floridsdorf im Bezirksteil Jedlesee am Lorettoplatz 5. Das Gebäude steht unter Denkmalschutz (Listeneintrag).

## Geschichte

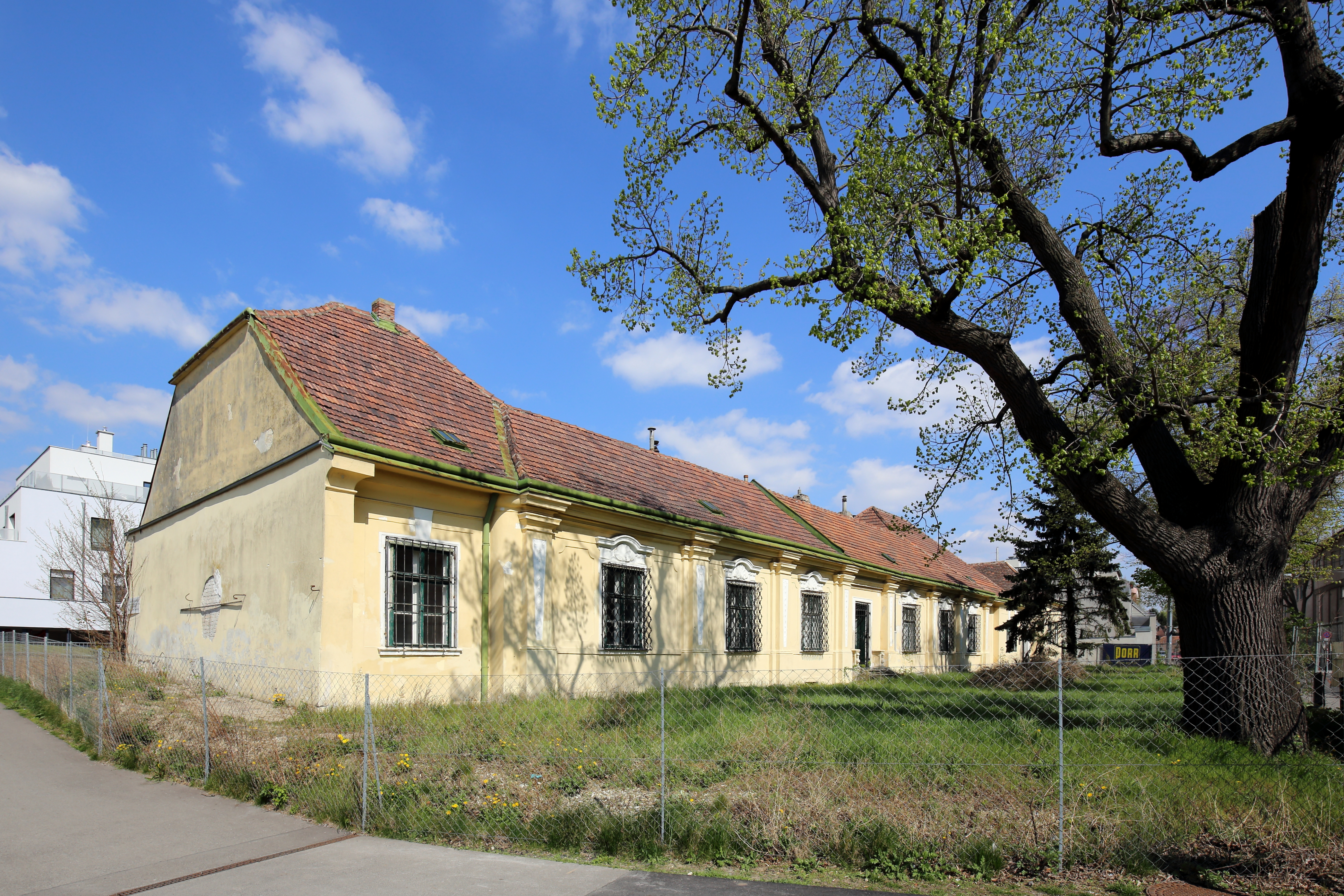
Westansicht des ehemaligen Herrschaftshauses

Der Ort Jedlesee war mit der Überfuhr über die Donau zwischen dem Marchfeld und dem Ort Nußdorf eine Einkehrstation für Fuhrleute. Das Vorgebäude wurde 1683 bei der Zweiten Wiener Türkenbelagerung zerstört. Die Herrschaft Jedlesee wurde 1696 von Graf Albert Bouquoy übernommen. Seine Frau Antonia Renata Gräfin von Bouquoy ließ das Herrschaftshaus errichten, wobei sie 1713 dem Herrschaftshaus gegenüber auch die Maria-Loretto-Kapelle errichten ließ. Von 1778 bis 1789 gehörte es dem Arzt Freiherr Anton von Störck, einem Leibarzt von Maria Theresia von Österreich, deshalb die örtliche Bezeichnung mit Maria-Theresien-Schlössl oder Jedleseer Loretto-Schlössel.
Mit 1841 bis heute ging es in das Eigentum des Stiftes Klosterneuburg. In der Folge wurde das Herrschaftshaus Klosterneuburger Hof genannt und diente als Wohnhaus für Priester. Der Pfarrer und Sozialreformer Rudolf Franz Eichhorn (1853–1925) verbrachte hier seinen Lebensabend.
In der Folge nutzte bis 2003 der Floridsdorfer Tennis Club das Gebäude mit dem dahinter liegenden Garten, wo es offene Tennisplätze gab und auch eine Tennishalle, welche nach einem Brand im Jahre 2008 im Jahre 2010 abgerissen wurde.
Das Herrschaftshaus stand von 2003 bis 2017 leer. Ab 2016 wurde es nach den Plänen vom Dombaumeister Architekt Wolfgang Zehetner restauriert und erweitert und wird seit 2017 als Pfarrhof der Pfarre Jedlesee genutzt. Die Nepomukstatue im Vorgarten wurde im Juni 2008 zur Restaurierung entfernt und im Zuge der Restaurierung des Gebäudes wieder aufgestellt.
Auf dem dahinter liegenden Grund wurden Wohnbauten errichtet.

## Lage und Architektur
Es ist ein eingeschoßiger unterkellerter Bau, ursprünglich symmetrisch, jedoch zum ehemaligen Seitenarm der Donau, der Schwarzen Lacke, aufgrund eines Uferbruches baulich verkürzt. Mit der Begradigung der Donau wurde die Schwarze Lacke zu einem stehenden Gewässer, dieses wurde nach dem Zweiten Weltkrieg mit Bauschutt und Müll zu einer Lagerwiese als Erholungsraum aufgeschüttet. Die Fassade ist gegliedert und mit einem Doppeladler-Wappenschild von 1762 versehen. Im Vorgarten steht eine Steinfigur des heiligen Johannes Nepomuk aus dem 18. Jahrhundert.

## Bildergalerie

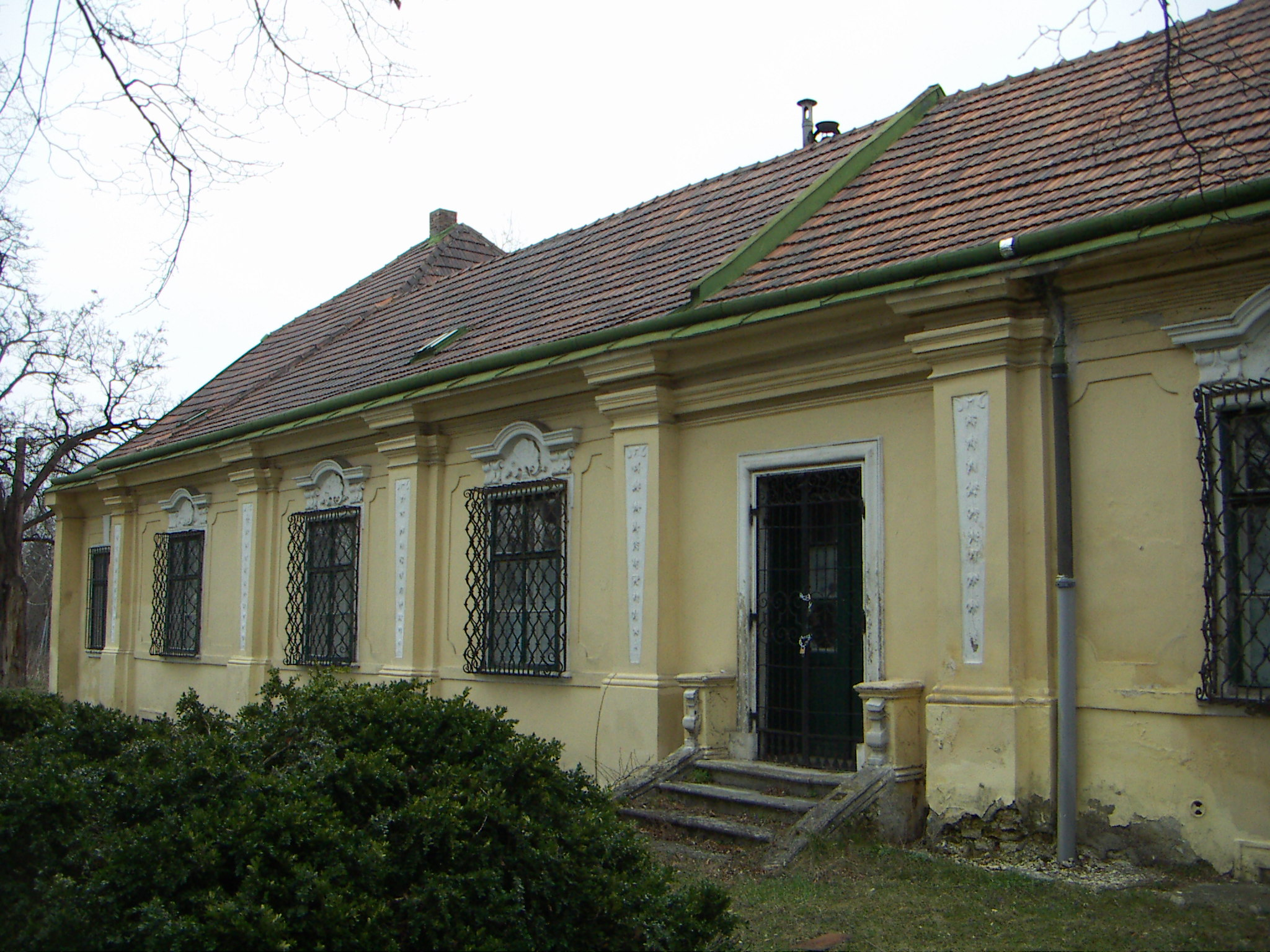
Jedleseer Herrschaftshaus
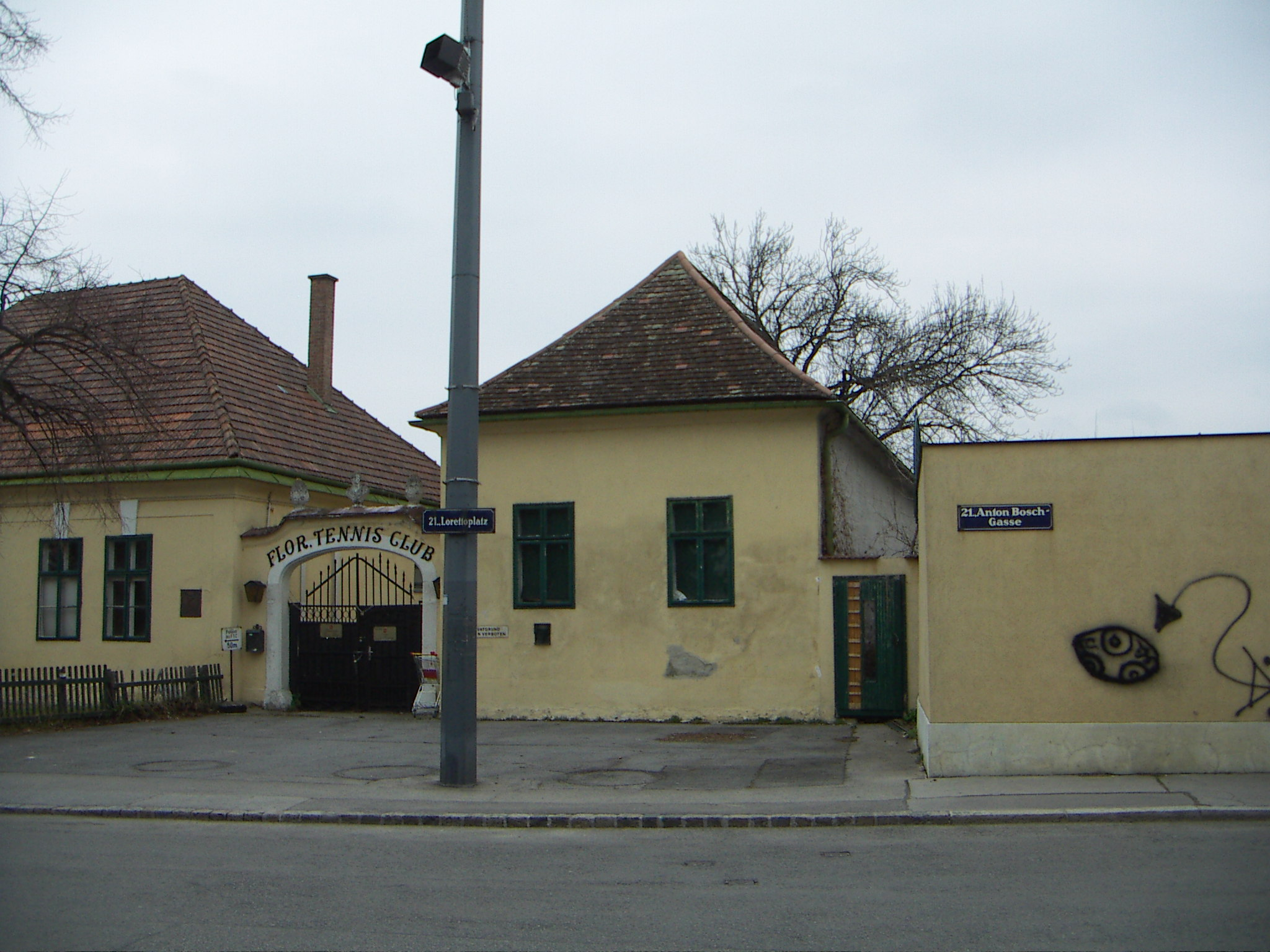
Tor zum Lorettoplatz
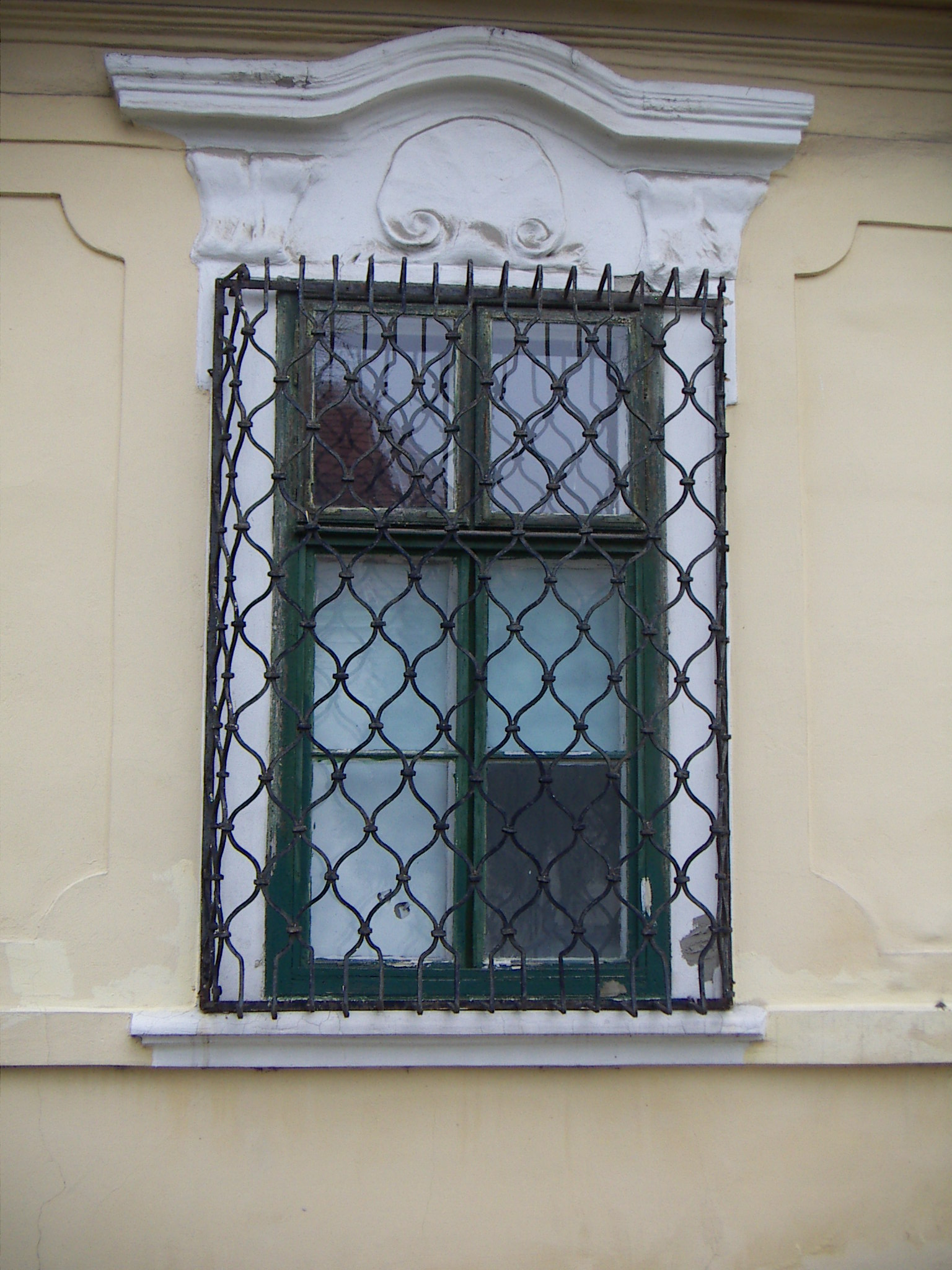
Fenster zum Lorettoplatz
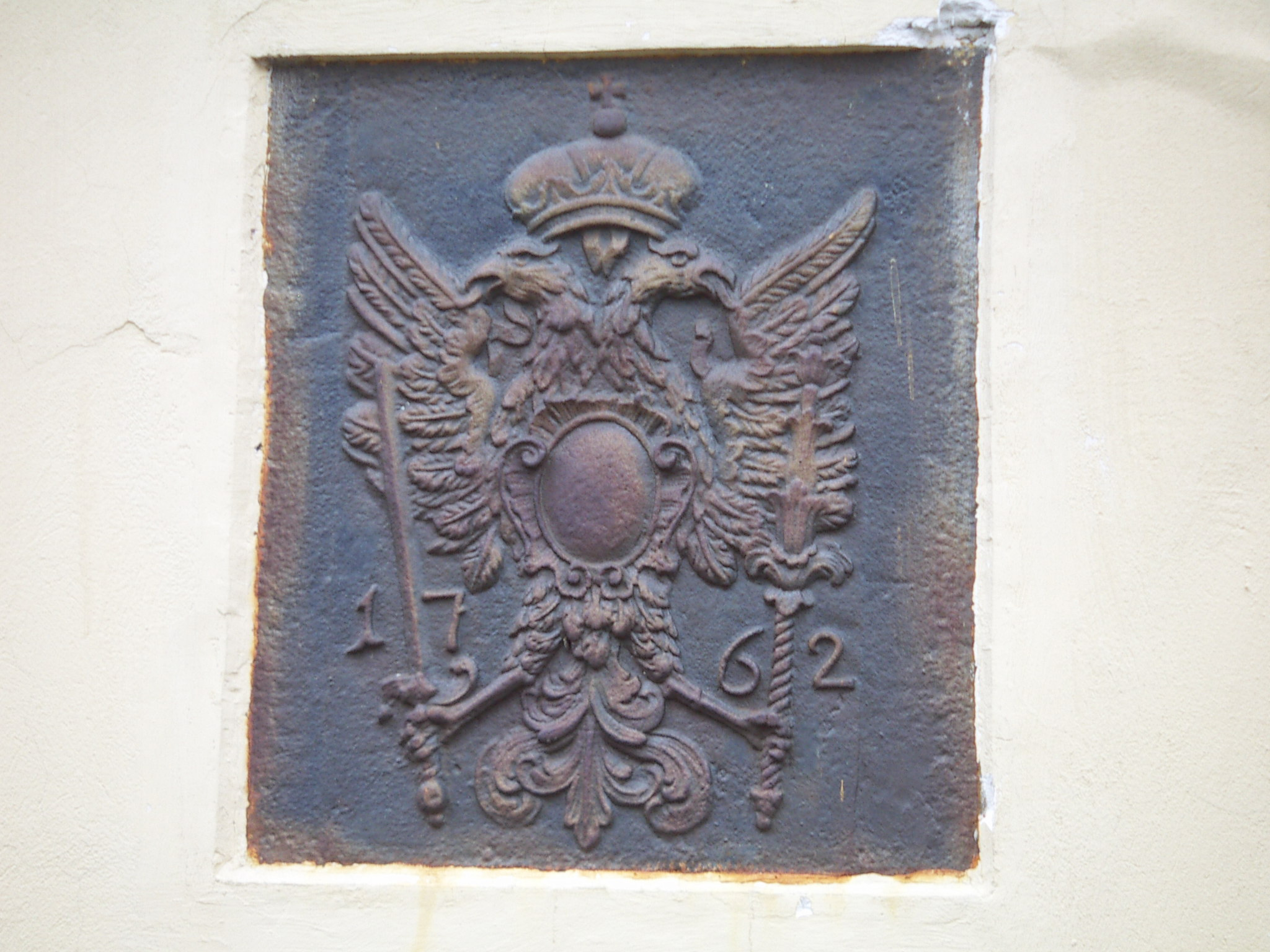
Wappenschild 1762
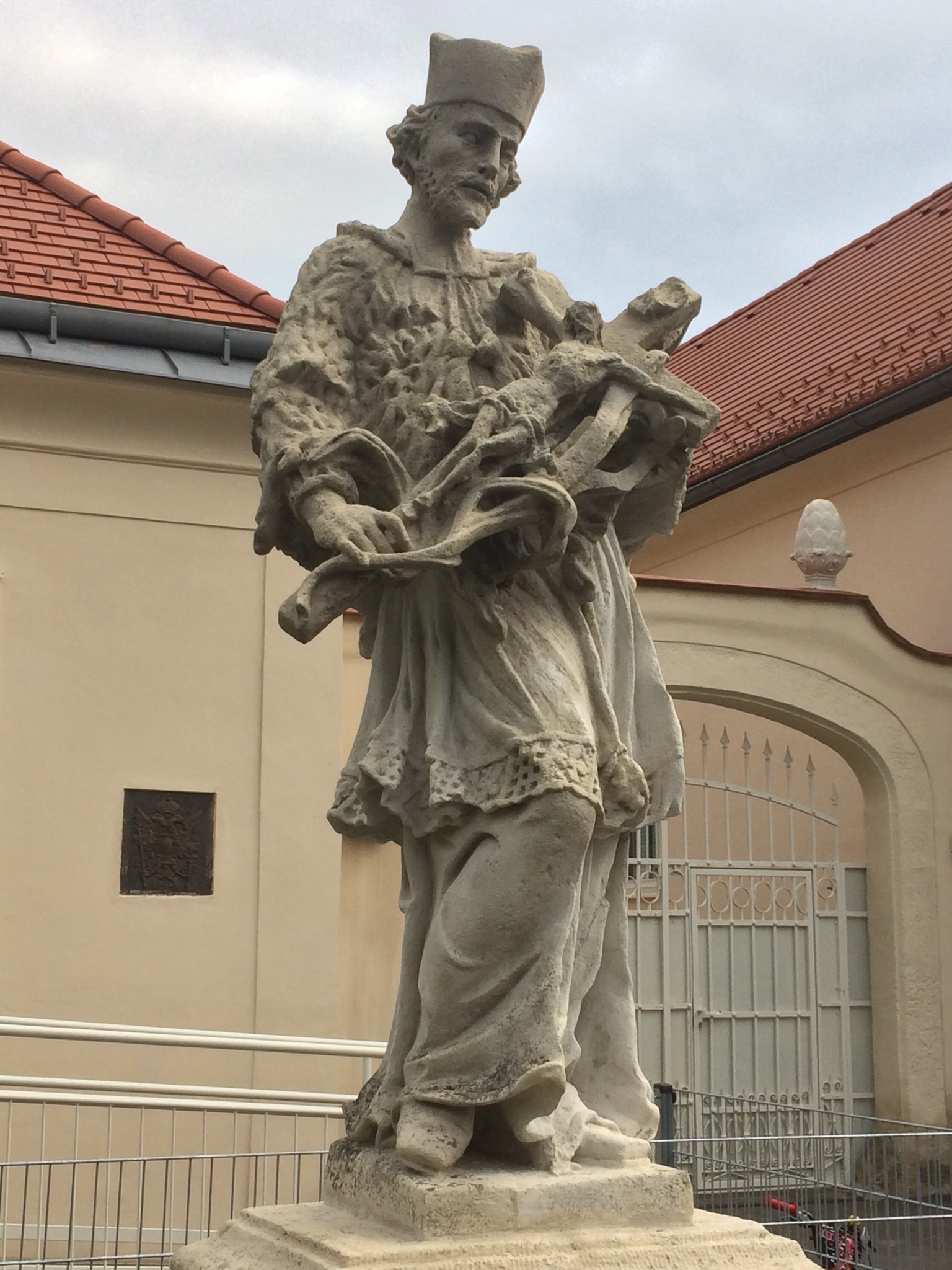
2018 steht der renovierte Nepomuk wieder vor dem Haus